# Жить (фильм, 2012)
Не следует путать с фильмом Юрия Быкова «Жить».
«Жить» — российский драматический фильм режиссёра и сценариста Василия Сигарева. Впервые показан 31 января 2012 года на международном фестивале в Роттердаме.

## Сюжет
В основе сюжета фильма — три параллельные истории, герои которых сталкиваются с тяжелейшим испытанием в жизни — потерей близких людей. Маленький мальчик теряет отца, молодая девушка — любимого человека, а у женщины средних лет погибают две дочери-близняшки. В каждой истории свой финал, каждый выбирает сам, как жить дальше. Все три линии показаны на фоне современной жизни в российской глубинке, с самыми острыми бытовыми и социальными проблемами современной России.

Человек умеет чувствовать, страдать, любить. Он умеет принять свою судьбу, даже когда та отнимает самое ценное — близких. Отнимает вместе со смыслом жизни и с желанием жить. Отнимает вместе со всем миром. Но герои фильма не готовы мириться со своими потерями. Они бросают судьбе вызов, объявляют ей войну и доходят в ней до человеческого предела.— 

## В ролях
| Актёр                   | Роль                  |
| ----------------------- | --------------------- |
| Ольга Лапшина           | Галина Капустина      |
| Марина и Саша Гавриловы | сёстры Капустины      |
| Яна Троянова            | Гришка                |
| Алексей Филимонов       | Антон                 |
| Алексей Пустовойтов     | Артём                 |
| Евгений Сытый           | отец Артёма           |
| Анна Уколова            | мать Артёма           |
| Дмитрий Куличков        | Игорь                 |
| Алёна Лаптева           | милиционер            |
| Ирма Арендт             | плотная женщина       |
| Яна Сексте              | Томка                 |
| Владимир Костин         | милиционер в больнице |
| Александр Сериков       | милиционер в больнице |
| Лариса Варава           | медсестра             |
| Алексей Литвиненко      | парень в больнице     |
| Роберт Вааб             | батюшка               |
| Алексей Маслодудов      | парень в поезде       |
| Константин Гацалов      | Эдик                  |
| Ольга Гилева            | врач                  |

## Съёмочная группа
- Автор сценария: Василий Сигарев
- Режиссёр-постановщик: Василий Сигарев
- Оператор-постановщик: Алишер Хамидходжаев
- Композитор: Павел Додонов

Съёмки фильма происходили в городе Суворов Тульской области.

## Отзывы
Фильм получил большое[уточнить] количество положительных отзывов. 
Румынский кинорежиссёр Кристи Пую, вручая Василию Сигареву приз «Золотая лилия» 12-го Международного кинофестиваля стран Центральной и Восточной Европы goEast, отметил «смелость выразить невыразимое — так, как это возможно только в кино».
По мнению телеведущего и продюсера Сэма Клебанова, Сигарев продемонстрировал «недюжинное мастерство в работе с визуальной фактурой и умение заставить актёров сначала выложиться до предела, а потом ещё этот предел преодолеть»
Кинокритик Василий Корецкий считает, что Василий Сигарев продемонстрировал стремительный прогресс в своём творчестве — «от инфернальной „русской экзотики“ „Волчка“ к мощному, цельнолитому и сложносочинённому экзистенциальному высказыванию, по-прежнему опирающемуся на жуткую российскую социальную фактуру, но намного превосходящему ограничения жанра соцкритики». По мнению Корецкого, Сигарев не напоминает в очередной раз «как страшно жить в России», а «говорит о том, как это вообще — жить и что это такое — умирать».
Кинорежиссёр Юрий Быков, сравнивая данный фильм со своим фильмом «Жить», отмечал, что ему очень понравился фильм Сигарева: «Но вынужден признать, что его картина не то, что даже сильнее, это совершенно другого уровня картина, и это замечательная работа».

## Награды
- 2012 — Фестиваль восточноевропейского кино goEast (Висбаден)[6]
  - Гран-при «Золотая лилия»
  - Приз FIPRESCI
- 2012 — Кинотавр[7]
  - Лучший режиссёр — Василий Сигарев
  - Лучший оператор — Алишер Хамидходжаев
  - Приз Гильдии киноведов и кинокритиков
- 2012 — Третий Международный фестиваль театра и кино о современности «Текстура» (Пермь)[8]
  - Премия в номинации «Кино. Актриса СегоДня» — Ольга Лапшина
- 2012 — Премия «Белый слон» Гильдии киноведов и кинокритиков России:
  - Лучшая работа оператора — Алишер Хамидходжаев
  - Лучшая женская роль второго плана — Ольга Лапшина
- 2013 — номинации на премию «Ника»:
  - За лучшую женскую роль — Яна Троянова
  - За лучшую женскую роль второго плана — Ольга Лапшина
- 2013 — Премия «Жорж»:
  - Специальный приз «Настоящее кино» от сайта Filmz.ru